# Liga Invernal Mexicana
La Liga Invernal Mexicana (LIM) es una liga de desarrollo de prospectos de los equipos de la Liga Mexicana de Béisbol. Se realiza entre los meses de octubre a diciembre. En su primera temporada se jugó en el Distrito Federal y los estados de Guanajuato y Aguascalientes, y la integraron 6 equipos con convenios con clubes de la Liga Mexicana de Béisbol.
Después de cuatro años de no jugarse, el día 1 de octubre de 2021, el presidente de la Liga Mexicana de Béisbol Horacio De La Vega anunció el regreso de esta competición invernal, la cual dará inicio el 12 de octubre para los equipos de la zona norte, y el 19 de octubre para los equipos de la zona sur.

## Historia

### Inicios
El martes 15 de septiembre de 2015 en una reunión de directivos de la Liga Mexicana de Béisbol, se afinaron los detalles sobre la Liga Invernal Mexicana, la cual inició el 17 de octubre de 2015 con seis equipos sucursales de los clubes del circuito de verano.
Para más detalles sobre la primera temporada, véase: Liga Invernal Mexicana 2015-2016.

### Actualidad
Para la temporada de la Liga Invernal Mexicana 2021 competirán ocho equipos, mismos que estarán divididos en dos zonas: norte y sur.
En esta edición, habrá un límite de edad: 26 años para los peloteros de los equipos de la zona norte y 25 años para los equipos sureños.
A diferencia de las ediciones anteriores, en esta ocasión no se jugará en pequeñas ciudades de Estados como Guanajuato y Michoacán, sino que se va a jugar en los estadios oficiales de los equipos, salvo el combinado El Águila/Leones cuya sede aún no se define, pero probablemente esté dentro del Estado de Veracruz.

## Equipos

### Temporada 2022
Se dividieron en tres grupos: Zona Norte, Zona Centro y Zona Sur, con la participación de 14 equipos de la Liga Mexicana de Beisbol. En la Serie final que definirá al campeón y se coronará, será el mejor de cinco encuentros que serán del 3 al 8 de diciembre, cerrando en casa del mejor posicionado. 
Al compromiso por el título denominada Serie del Príncipe, se clasifican los dos mejores en porcentaje de ganados y perdidos del campeonato, sin importar la zona a la que pertenezcan; en caso de igualdad, se definirá vía diferencial de carreras. Si un equipo participante de la Zona Sur llegara a esta instancia, jugaría en el Parque Kukulcán Álamo, casa de los campeones de la Serie del Rey 2022, Leones de Yucatán.
Los rosters están conformados por un máximo de 28 peloteros de las listas de reserva de la LMB, así como jugadores autorizados por la Oficina de la LMB y que están en proceso de firma. El límite de edad es de 25 años, con un máximo de seis jugadores libres, entre los cuales podrán haber tres extranjeros.
El actual campeón defensor de la LIM es Acereros de Monclova, tras derrotar en cinco juegos a Pericos de Puebla en la temporada 2021.

## Equipos participantes[4]
| Liga Mexicana de Béisbol 2023 |                                           |           |                    |                       |                       |           |
| Zona                          | Equipo                                    | Fundación | Mánager            | Ciudad                | Estadio               | Capacidad |
| Norte                         | Acereros de Monclova                      | 1974      | Matías Carrillo    | Monclova, Coahuila    | Monclova              | 8,500     |
| Norte                         | Algodoneros de Unión Laguna               | 1970      | Carmelo Martinez   | Torreón, Coahuila     | Revolución            | 9,935     |
| Norte                         | Saraperos de Saltillo                     | 1940      | Carlos González    | Saltillo, Coahuila    | Francisco I Madero    | 14,000    |
| Norte                         | Sultanes de Monterrey                     | 1939      | Juan Cañizales     | Monterrey, Nuevo León | Monterrey             | 21,906    |
| Sur                           | Diablos Rojos del México                  | 1940      | Hernando Arredondo | Ciudad de México      | Alfredo Harp Helú     | 20,576    |
| Sur                           | Pericos de Puebla                         | 1938      | Héctor Hurtado     | Puebla, Puebla        | Hermanos Serdán       | 12,112    |
| Sur                           | El Águila de Veracruz y Leones de Yucatan | 1903      | Jose Hernandez     | Xalapa, Veracruz      | Heriberto Jara Corona | 12,000    |
| Sur                           | Guerreros de Oaxaca                       | 1996      | Jose Magias        | Oaxaca, Oaxaca        | Eduardo Vasconcelos   | 7200      |

### Desaparecidos
A lo largo de su historia la liga ha tenido otros clubes, que por diversas circunstancias han dejado el circuito. A continuación los clubes que han desaparecido de la LIM:
Delfines Mineros de Zimapán

Rieleros de Aguascalientes

Tigres de Uriangato

Tuzos de Guanajuato

Cajeteros de Celaya

Leones Purépechas de Maravatío

Petroleros de Salamanca

Toros Bravos de Moroleón

## Campeones

### Equipos y mánagers campeones
| Temporada | Campeón                  | Serie | Subcampeón               | Mánager Campeón          |
| --------- | ------------------------ | ----- | ------------------------ | ------------------------ |
| 2015-2016 | Diablos Rojos del México | 4-3   | Petroleros de Salamanca  | José Luis Sandoval       |
| 2016-2017 | Diablos Rojos del México | 4-1   | Pericos de Puebla        | Víctor Bojórquez         |
| 2017      | Diablos Rojos del México | 4-1   | Guerreros de Oaxaca      | Víctor Bojórquez         |
| 2021      | Acereros de Monclova     | 3-2   | Pericos de Puebla        | Mickey Callaway          |
| 2022      | Pericos de Puebla        | 3-0   | Acereros de Monclova     | Jorge Luis Loredo Medina |
| 2023      | Pericos de Puebla        | 3-0   | Diablos Rojos del México | Bandera de México        |

#### Campeonatos por Club
A continuación se muestran los campeonatos por club desde la temporada 2015-2016:
| Equipo                   | Cantidad | Años             |
| ------------------------ | -------- | ---------------- |
| Diablos Rojos del México | 3        | 2015, 2016, 2017 |
| Pericos de Puebla        | 2        | 2022, 2023       |
| Acereros de Monclova     | 1        | 2021             |